# الکساندر اسکوتسن
الکساندر اسکوتسن (اوکراینی: Олександр-Богдан Антонович Скоцень؛ ۲۸ ژوئیهٔ ۱۹۱۸ – ۱ سپتامبر ۲۰۰۳) بازیکن فوتبال اهل لهستان بود.
از باشگاه‌هایی که در آن بازی کرده‌است می‌توان به باشگاه فوتبال نیس و باشگاه فوتبال دینامو کی‌یف اشاره کرد.